# Ciprus városai
Ez a lista a Ciprusi Köztársaság városait sorolja fel a 2011-es ciprusi népszámlálásból származó népességi adatok feltüntetésével. 
A lista a 2000 főnél népesebb településeket tartalmazza. Észak-Ciprus török megszállása miatt a lista nem feltétlenül tartalmazza a megszállt területeken található városokat, így például egyetlen település sem szerepel rajta a teljes egészében megszállt Keríniai kerületből.
A török invázió után délre menekült közel 200 000 görög ciprióta, akiknek elhelyezése érdekében Ciprus lakásépítési programot indított: menekült lakótelepeket húztak fel már meglévő települések közelében, azok határán vagy azok határain belül. Ezek a mesterséges települések, negyedek az évek során sok esetben összenőttek a környező városokkal. Ebből eredően sok, az alábbi listában szereplő város közigazgatási értelemben önálló ugyan, de fizikailag nem különül el és a környező városokkal együtt akár több százezres várost alkot.  
| Rangsor | Név                                      | Lakosság száma (2011) | Kerület            |
| ------- | ---------------------------------------- | --------------------- | ------------------ |
| 1       | Limassol (Λεμεσός)                       | 101 000               | Limassoli kerület  |
| 2       | Sztróvolosz (Στρόβολος)                  | 67 904                | Nicosiai kerület   |
| 3       | Nicosia (Λευκωσία)                       | 55 014                | Nicosiai kerület   |
| 4       | Lárnaka (Λάρνακα)                        | 51 468                | Lárnaka kerület    |
| 5       | Lakatámia (Λακατάμια)                    | 38 345                | Nicosiai kerület   |
| 6       | Páfosz (Πάφος)                           | 32 892                | Páfosz kerület     |
| 7       | Káto Polemídia (Κάτω Πολεμίδια)          | 22 369                | Limassoli kerület  |
| 8       | Ájosz Vaszíliosz (Άγιος Βασίλειος)       | 22 251                | Nicosiai kerület   |
| 9       | Aglandziá (Αγλαντζιά)                    | 20 783                | Nicosiai kerület   |
| 10      | Aradíppu (Αραδίππου)                     | 19 228                | Lárnaka kerület    |
| 11      | Éngomi (Έγκωμη)                          | 18 010                | Nicosiai kerület   |
| 12      | Khriszeleúszasz                          | 17 386                | Nicosiai kerület   |
| 13      | Ajiosz Nikoláosz                         | 16 887                | Lárnaka kerület    |
| 14      | Látszia                                  | 16 774                | Nicosiai kerület   |
| 15      | Ajosz Teodórosz                          | 16 450                | Páfosz kerület     |
| 16      | Archangelos - Anthoupoli                 | 15 053                | Nicosiai kerület   |
| 17      | Ajia Paraszkevi                          | 15 024                | Nicosiai kerület   |
| 18      | Paralímni                                | 14 963                | Famagustai kerület |
| 19      | Mesza Jitoniá                            | 14 477                | Limassoli kerület  |
| 20      | Agia Fylaxis                             | 14 451                | Limassoli kerület  |
| 21      | Ájiosz Atanásziosz                       | 14 347                | Limassoli kerület  |
| 22      | Apósztolosz Varnávas ke Ajiosz Makáriosz | 13 995                | Nicosiai kerület   |
| 23      | Jermaszojia                              | 13 421                | Limassoli kerület  |
| 24      | Sotiros                                  | 13 383                | Lárnaka kerület    |
| 25      | Ájiosz Geórgiosz                         | 13 046                | Nicosiai kerület   |
| 26      | Ájiosz Dométiosz                         | 12 456                | Nicosiai kerület   |
| 27      | Panagia                                  | 12 398                | Nicosiai kerület   |
| 28      | Kajmakli                                 | 11 564                | Nicosiai kerület   |
| 29      | Ájiosz Dimítriosz                        | 11 464                | Nicosiai kerület   |
| 30      | Ipszonasz                                | 11 117                | Limassoli kerület  |
| 31      | Agioi Omologitai                         | 10 528                | Nicosiai kerület   |
| 32      | Dali                                     | 10 466                | Nicosiai kerület   |
| 33      | Apostoloi Petros kai Pavlos              | 10 412                | Limassoli kerület  |
| 34      | Potamósz Germaszógiasz                   | 9865                  | Limassoli kerület  |
| 35      | Agios Spyridon                           | 9439                  | Limassoli kerület  |
| 36      | Agios Georgios                           | 9267                  | Nicosiai kerület   |
| 37      | Apostolos Andreas                        | 9207                  | Limassoli kerület  |
| 38      | Agios Athanasios                         | 8886                  | Limassoli kerület  |
| 39      | Agios Fanourios                          | 8868                  | Lárnaka kerület    |
| 40      | Jeri                                     | 8235                  | Nicosiai kerület   |
| 41      | Chrysopolitissa                          | 7980                  | Lárnaka kerület    |
| 42      | Jeroszkípu                               | 7878                  | Páfosz kerület     |
| 43      | Agios Nikolaos                           | 7282                  | Nicosiai kerület   |
| 44      | Neapoli                                  | 7229                  | Limassoli kerület  |
| 45      | Livadia Larnakas                         | 7206                  | Lárnaka kerület    |
| 46      | Apostolos Loukas                         | 7143                  | Lárnaka kerület    |
| 47      | Agios Pavlos                             | 7089                  | Páfosz kerület     |
| 48      | Tseri                                    | 7035                  | Nicosiai kerület   |
| 49      | Kapsalos                                 | 6660                  | Limassoli kerület  |
| 50      | Panagia Evangelistria                    | 6360                  | Nicosiai kerület   |
| 51      | Xylofagou                                | 6231                  | Lárnaka kerület    |
| 52      | Voroklini (Oroklini)                     | 6134                  | Lárnaka kerület    |
| 53      | Skala                                    | 6103                  | Lárnaka kerület    |
| 54      | Apostolos Varnavas                       | 6005                  | Limassoli kerület  |
| 55      | Zakaki                                   | 5874                  | Limassoli kerület  |
| 56      | Deryneia                                 | 5844                  | Famagustai kerület |
| 57      | Agios Antonios                           | 5801                  | Nicosiai kerület   |
| 58      | Agios Andreas                            | 5767                  | Nicosiai kerület   |
| 59      | Kolosszi                                 | 5651                  | Limassoli kerület  |
| 60      | Agios Nikolaos                           | 5631                  | Limassoli kerület  |
| 61      | Sotira Ammochostou                       | 5474                  | Famagustai kerület |
| 62      | Chlorakas                                | 5356                  | Páfosz kerület     |
| 63      | Chalkoutsa                               | 5204                  | Limassoli kerület  |
| 64      | Dromolaxia                               | 5064                  | Lárnaka kerület    |
| 65      | Agios Georgios                           | 5060                  | Limassoli kerület  |
| 66      | Athienou                                 | 5017                  | Lárnaka kerület    |
| 67      | Empa                                     | 4855                  | Páfosz kerület     |
| 68      | Agios Ioannis                            | 4767                  | Limassoli kerület  |
| 69      | Katholiki                                | 4647                  | Limassoli kerület  |
| 70      | Avgorou                                  | 4604                  | Famagustai kerület |
| 71      | Liopetri                                 | 4591                  | Famagustai kerület |
| 72      | Makarios III                             | 4591                  | Limassoli kerület  |
| 73      | Agia Zoni                                | 4456                  | Limassoli kerület  |
| 74      | Agios Loukas                             | 4405                  | Limassoli kerület  |
| 75      | Frenaros                                 | 4298                  | Famagustai kerület |
| 76      | Kiti                                     | 4252                  | Lárnaka kerület    |
| 77      | Ormideia                                 | 4189                  | Lárnaka kerület    |
| 78      | Palaiometocho                            | 4145                  | Nicosiai kerület   |
| 79      | Agioi Konstantinos kai Eleni             | 4106                  | Nicosiai kerület   |
| 80      | Kokkinotrimithia                         | 4077                  | Nicosiai kerület   |
| 81      | Kato Pafos                               | 4057                  | Páfosz kerület     |
| 82      | Pegeia Municipality                      | 3953                  | Páfosz kerület     |
| 83      | Trachoni Lemesou                         | 3952                  | Limassoli kerület  |
| 84      | Kontovathkia                             | 3948                  | Limassoli kerület  |
| 85      | Omonoia                                  | 3839                  | Limassoli kerület  |
| 86      | Timios Prodromos                         | 3769                  | Limassoli kerület  |
| 87      | Panagia Evangelistria                    | 3696                  | Limassoli kerület  |
| 88      | Episkopi Lemesou                         | 3681                  | Limassoli kerület  |
| 89      | Xylotymvou                               | 3655                  | Lárnaka kerület    |
| 90      | Agia Paraskevi                           | 3556                  | Limassoli kerület  |
| 91      | Pano Polemidia                           | 3470                  | Limassoli kerület  |
| 92      | Agios Tychon                             | 3455                  | Limassoli kerület  |
| 93      | Agios Nektarios                          | 3397                  | Limassoli kerület  |
| 94      | Agios Nikolaos                           | 3347                  | Limassoli kerület  |
| 95      | Agios Stylianos                          | 3265                  | Limassoli kerület  |
| 96      | Vlachos                                  | 3217                  | Lárnaka kerület    |
| 97      | Agia Napa                                | 3212                  | Famagustai kerület |
| 98      | Agioi Konstantinos kai Eleni             | 3209                  | Nicosiai kerület   |
| 99      | Agios Pavlos                             | 3189                  | Nicosiai kerület   |
| 100     | Lythrodontas                             | 3043                  | Nicosiai kerület   |
| 101     | Perivolia Larnakas                       | 3009                  | Lárnaka kerület    |
| 102     | Akaki                                    | 3003                  | Nicosiai kerület   |
| 103     | Mouttagiaka                              | 2939                  | Limassoli kerület  |
| 104     | Mouttallos                               | 2863                  | Páfosz kerület     |
| 105     | Archangelos Michail                      | 2807                  | Limassoli kerület  |
| 106     | Pano Deftera                             | 2789                  | Nicosiai kerület   |
| 107     | Agia Trias                               | 2786                  | Limassoli kerület  |
| 108     | Pyla                                     | 2771                  | Lárnaka kerület    |
| 109     | Parekklisia                              | 2738                  | Limassoli kerület  |
| 110     | Tala                                     | 2695                  | Páfosz kerület     |
| 111     | Lympia                                   | 2694                  | Nicosiai kerület   |
| 112     | Pera Chorio                              | 2637                  | Nicosiai kerület   |
| 113     | Anavargos                                | 2433                  | Páfosz kerület     |
| 114     | Erimi                                    | 2432                  | Limassoli kerület  |
| 115     | Pyrgos Lemesou                           | 2363                  | Limassoli kerület  |
| 116     | Astromeritis                             | 2307                  | Nicosiai kerület   |
| 117     | Peristerona Lefkosias                    | 2226                  | Nicosiai kerület   |
| 118     | Konia                                    | 2209                  | Páfosz kerület     |
| 119     | Agia Varvara Lefkosias                   | 2204                  | Nicosiai kerület   |
| 120     | Nisou                                    | 2179                  | Nicosiai kerület   |
| 121     | Trypiotis                                | 2158                  | Nicosiai kerület   |
| 122     | Ahna (Αχνα)                              | 2087                  | Famagustai kerület |
| 123     | Kórnosz                                  | 2083                  | Lárnaka kerület    |
| 124     | Pólisz                                   | 2018                  | Páfosz kerület     |
| 125     | Kisszonerga                              | 2004                  | Páfosz kerület     |